# Einar Dahl
Einar Dahl i riksdagen kallad Dahl i Uddevalla, född 1 mars 1904 i Falun, död 17 januari 1979 i Uddevalla, var en svensk socialdemokratisk kommunal-, landstings- och riksdagspolitiker, nykterhetsman, esperantist och sångtextförfattare.

## Biografi
Föräldrar var stadsvaktmästaren Axel och Signe Dahl. Han avlade studentexamen 1924, avlade folkskollärarexamen i Karlstad 1926 och flyttade 1927 till Uddevalla, där han sedan bodde resten av livet. År 1931 gifte han sig med Maja Lundberg, född 1904, och tillsammans fick de två barn. Han arbetade först som folkskollärare, blev överlärare 1951 och rektor 1955. 
Han var ledamot av riksdagens andra kammare 1954–1957 och sedan av första kammaren 1958–1970 fram till enkammarriksdagens införande. Dahl var medlem av Konstitutionsutskottet. I riksdagen skrev han 27 egna motioner, varav flera om socialpolitik, t ex nykterhetsvården, om samfärdsel och om näringslivet, särskilt fisket. I en motion önskades utredning av "statschefens ställning i en modern svensk parlamentarisk demokrati".
Dahl betecknas som en mångsysslare och var vid sidan av politiken även aktiv inom nykterhets- och esperantorörelserna. I yngre år medverkade han som regissör och skådespelare i lokalrevyer. På 1940-talet skrev Einar Dahl den svenska texten till scoutvisan I naturen ut vi gå - "Jopp hej di" som sedermera på 1950-talet infördes i folkskolans sångbok Vår sångbok. Han skrev också barnteaterpjäser och dikter.
Dahl lärde sig esperanto 1921 och var mycket aktiv inom esperantorörelsen både i Sverige och internationellt. Han var styrelseledamot i världsesperantoföreningen Universala Esperanto-Asocio och ledamot i dess kommitté.
Han var också ordförande i den globala esperantiska fredsföreningen Universala Esperanta pacifista Ligo från 1931, sekreterare och klassör i den internationella föreningen för esperantotalande lärare, Internacia Ligo de Esperantistaj Instruistoj, samt ledamot i den svenska esperantoföreningen för lärare, Sveda Instruista Esperanto-Federacio.
Han skrev läromaterial i språket, översatte och skrev många artiklar. På esperanto använde han pseudonymen Valo, som betyder ”dal”.